# The Yankee Doodle Mouse
The Yankee Doodle Mouse este o animație americană din 1943, a unsprezecea producție scurtă cu Tom și Jerry realizată de Fred Quimby și regizată de William Hanna și Joseph Barbera. Coloana sonoră este produsă de Scott Bradley și animația de Irven Spence, Pete Burness, Kenneth Muse și George Gordon. The Yankee Doodle Mouse a fost produs in Technicolor și lansat în cinematografe la 26 iunie 1943 de Metro-Goldwyn Mayer.
În această scurtă animație de 7 minute și 23 de secunde, pisica Tom și șoricelul Jerry se urmăresc reciproc ca într-un fel de pseudo-război, producția făcând numeroase trimiteri la tehnologia celui de-al doilea război mondial cum ar fi jeep-uri și bombe. The Yankee Doodle Mouse a câștigat Academy Award în 1943 pentru cel mai bun film de scurt metraj animat, fiind primul dintre cele șapte desene animate cu Tom și Jerry care a primit această distincție.